# Міста Екваторіальної Гвінеї
Міста Екваторіальної Гвінеї включає усі населені пункти країни з населенням понад 5000 жителів.

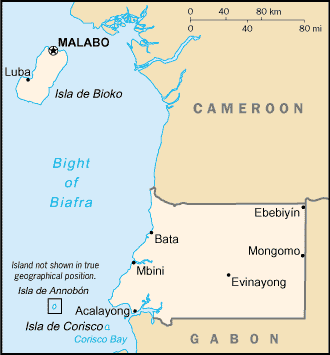
Карта Екваторіальної Гвінеї

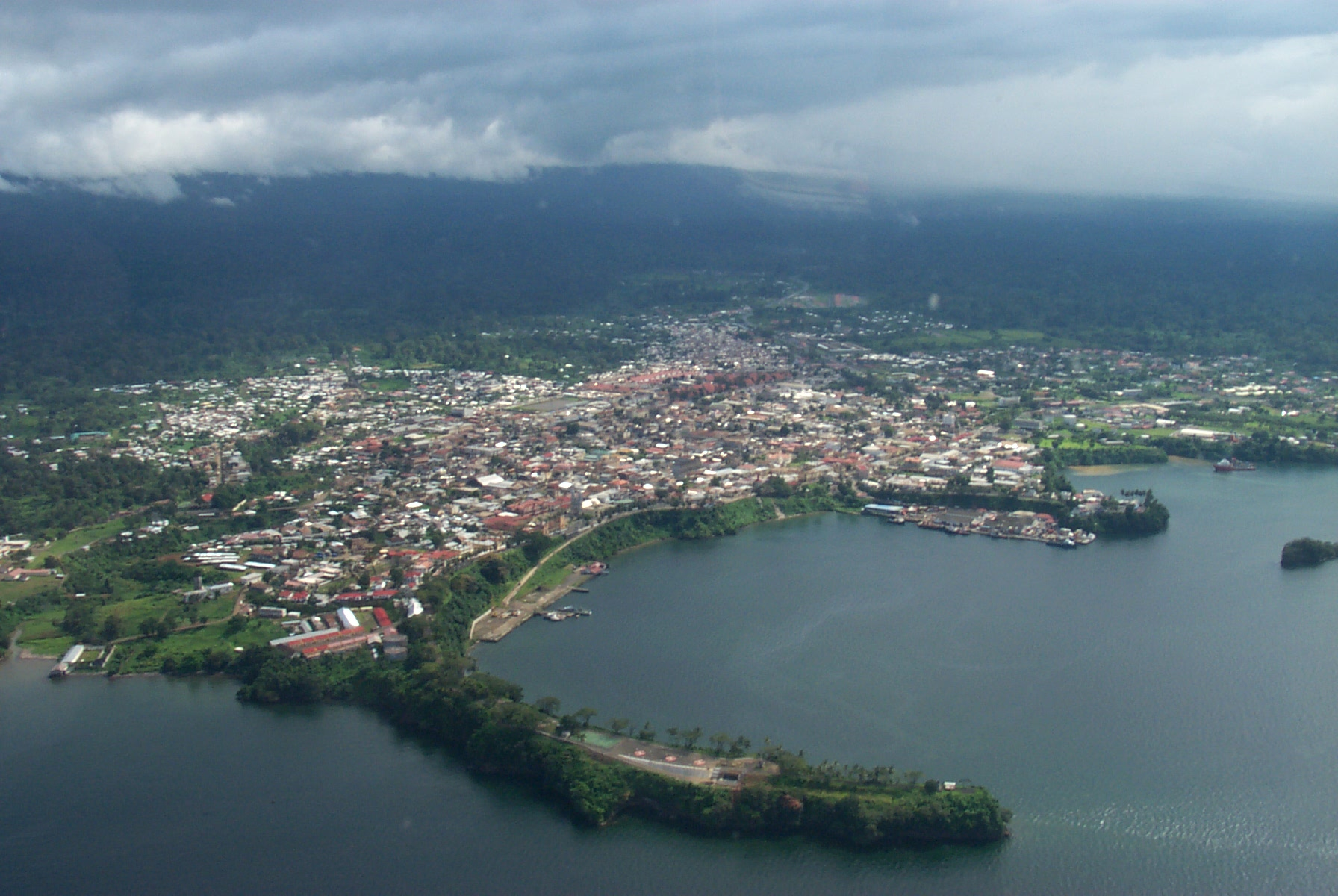
Столиця країни — Малабо

| Міста Екваторіальної Гвінеї | Міста Екваторіальної Гвінеї | Міста Екваторіальної Гвінеї | Міста Екваторіальної Гвінеї |
| №                           | Місто                       | Населення                   | Провінція                   |
| №                           | Місто                       | Перепис 2001                | Провінція                   |
| --------------------------- | --------------------------- | --------------------------- | --------------------------- |
| 1                           | Малабо                      | 132,440                     | Бйоко Норте                 |
| 2                           | Бата                        | 132,235                     | Літорал                     |
| 3                           | Ебебіїн                     | 19,515                      | Ке-Нтем                     |
| 4                           | Луба                        | 9,011                       | Бйоко Сур                   |
| 5                           | Аконібе                     | 8,795                       | Веле-Нзас                   |
| 6                           | Евінайонґ                   | 7,997                       | Сентро-Сур                  |
| 7                           | Анісок                      | 7,586                       | Веле-Нзас                   |
| 8                           | Монгомо                     | 5,791                       | Веле-Нзас                   |
| 9                           | Ребола                      | 5,445                       | Бйоко Норте                 |
| 10                          | Мікомесенг                  | 5,327                       | Ке-Нтем                     |
| 11                          | Менгомейєн                  | 5,294                       | Веле-Нзас                   |
| 12                          | Біджабіджан                 | 5,167                       | Ке-Нтем                     |
| 13                          | Сан-Антоніо-де-Пале         | 5,008                       | Аннобон                     |